# Laboratorio Nacional Argonne
El Laboratorio Nacional Argonne (en inglés: Argonne National Laboratory) es el primer laboratorio nacional de investigación en ciencia e ingeniería en los Estados Unidos, y recibe esta denominación desde el 1 de julio de 1946. Se trata del mayor laboratorio nacional, por su tamaño y alcance, en el Medio Oeste. Es un laboratorio que trabaja en múltiples áreas, dirigido desde 2009 por el director Eric Isaacs. Desarrolla un amplio catálogo de investigaciones en ciencias básicas, almacenamiento de energía y energías renovables, sostenibilidad ambiental y seguridad nacional. Está administrado por el Departamento de Energía de Estados Unidos mediante UChicago Argonne, LLC, grupo que se compone de la Universidad de Chicago y Jacobs Engineering Group Inc. Argonne forma parte de Illinois Technology and Research Corridor.
El laboratorio está ubicado en una parcela de 1.700 acres (6,9 km²) en el Condado de DuPage, 25 millas (40 kilómetros) al suroeste de Chicago, Illinois, en la carretera interestatal 55, completamente rodeada por la Waterfall Glen Forest Preserve. Cuando se estableció por primera vez, fue llamado Laboratorio Metalúrgico (Met Lab) de la Universidad de Chicago, y anteriormente se encontraba en Red Gate Woods. A principios de su historia, el laboratorio formaba parte del Proyecto Manhattan, que construyó la primera bomba atómica.
El Laboratorio Nacional Argonne tenía una instalación más pequeña llamada Laboratorio Nacional Argonne-Oeste (o simplemente Argonne-Oeste) en Idaho junto al Laboratorio Nacional de Ingeniería y Medio Ambiente de Idaho. En 2005, los dos laboratorios con sede en Idaho se fusionaron para convertirse en el Laboratorio Nacional de Idaho.

## Objetivos

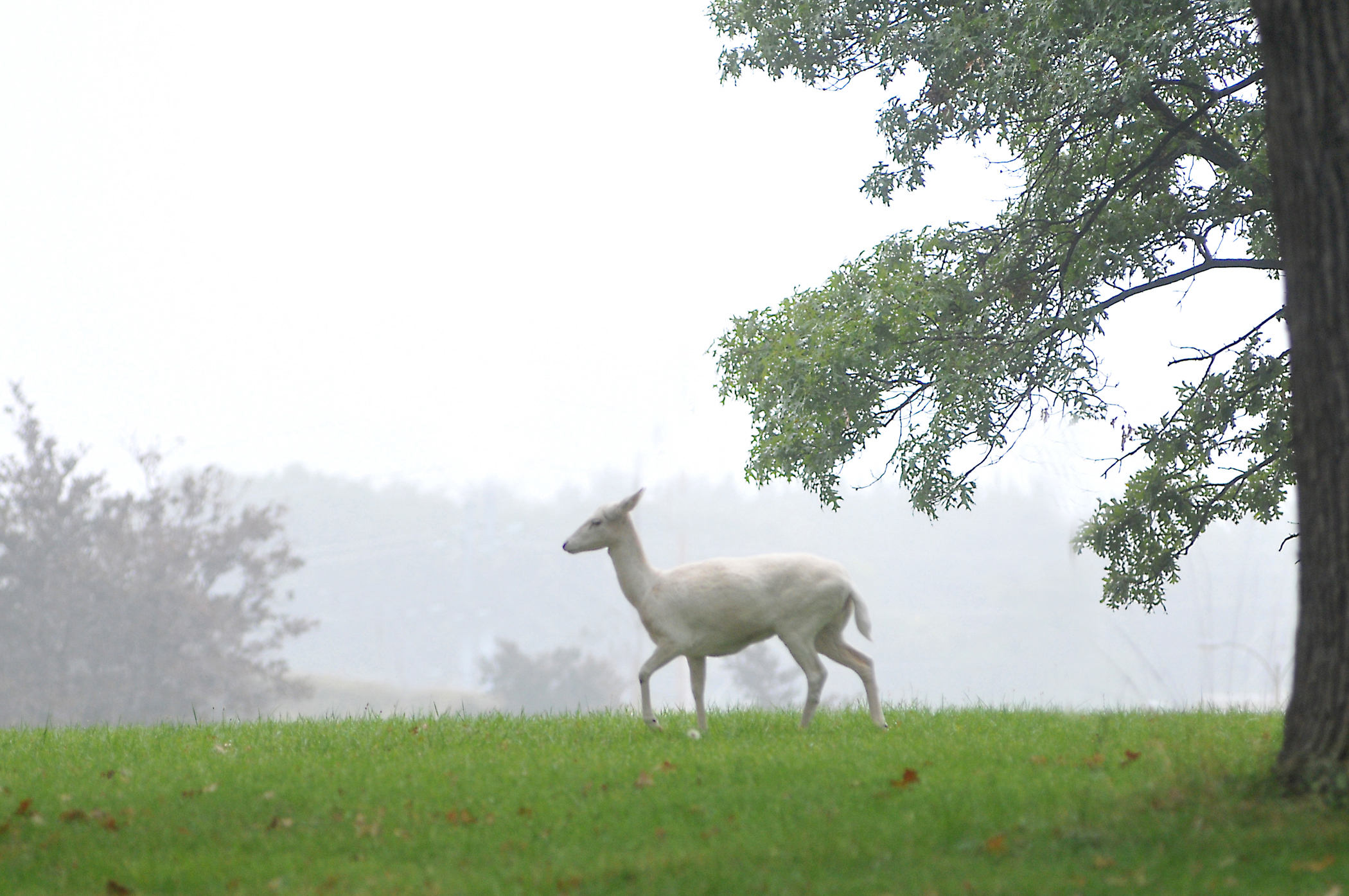
Uno de los famosos ciervos blancos de Argonne.

Argonne cuenta con cinco principales áreas de interés Estos objetivos, según lo declarado por el DOE en 2008, consisten en:
- Realización de investigación científica básica;
- Operación de instalaciones científicas nacionales;
- Mejora de los recursos de energía del país;
- Desarrollo de mejores formas de gestión de los problemas ambientales;
- Protección de la seguridad nacional.

## Historia
El nacimiento del Laboratorio Argonne se remonta al encargo secreto que recibió Enrico Fermi - el Proyecto Manhattan - para crear la primera reacción nuclear autosuficiente del mundo. Con el nombre en código de "Laboratorio Metalúrgico", el equipo construyó la Pila Chicago-1, que alcanzó la criticidad el 2 de diciembre de 1942, por debajo de las gradas del campo de fútbol Stagg Field de la Universidad de Chicago. Debido a que los experimentos eran considerados demasiado peligrosos para llevarlos a cabo en una gran ciudad, las operaciones se trasladaron a un lugar en las cercanías de Palos Hills y denominado "Argonne" por el bosque circundante.
El 1 de julio de 1946, el laboratorio fue fundado formalmente como Laboratorio Nacional Argonne para llevar a cabo "investigación cooperativa en nucleónica". A petición de la Comisión de Energía Atómica de los EE. UU., se inició el desarrollo de reactores nucleares para el programa pacífico de energía nuclear de la nación. A fines de 1940 y principios de 1950, el laboratorio se trasladó a un local más amplio en Lemont, Illinois, y se estableció un lugar remoto en Idaho, llamado "Argonne-Oeste", para llevar a cabo nuevas investigaciones nucleares.
En rápida sucesión, el laboratorio diseñó y construyó la Pila Chicago 3, el primer reactor moderado por agua pesada, y el reactor reproductor experimental I (EBR-I), construido en Idaho, que alimentó una cadena de cuatro bombillas de luz al producir la primera electricidad de origen nuclear en el año 1951.
Debido a la realización de investigaciones clasificadas, el laboratorio era muy seguro: todos los empleados y visitantes necesitaban credenciales para pasar un puesto de control, muchos de los edificios tenían acceso restringido, y el propio laboratorio estaba vallado y vigilado. El secreto resultaba atractivo, y atrajo a muchos visitantes, tanto autorizados - incluyendo el rey Leopoldo III de Bélgica y la reina Federica de Grecia - como no autorizados. 
Poco más allá de 1 de la mañana del 6 de febrero de 1951, los guardias de Argonne descubrieron al periodista Paul Harvey, cerca de la valla perimetral de 10 pies (3,0 m), con la chaqueta enredada en el alambre de púas. Buscaron su coche, y allí los guardias encontraron un programa de cuatro páginas, preparado previamente, en el que se detallaba la saga de su entrada ilegal en un "zona restringida". Fue llevado ante un gran jurado federal con el cargo de conspiración para obtener información sobre la seguridad nacional y transmitirla a la opinión pública, pero no fue acusado.
Sin embargo, no toda la tecnología nuclear buscaba el desarrollo de los reactores. Mientras se diseñaba un escáner de elementos combustibles del reactor en 1957, el físico de Argonne, William Nelson Beck puso su brazo en el interior del escáner y obtuvo una de las primeras imágenes del cuerpo humano, mediante ultrasonidos. Los manipuladores a distancia diseñados para manejar materiales radiactivos sentaron las bases para máquinas más complejas utilizadas para limpiar zonas contaminadas, laboratorios sellados o cuevas. En 1964, el reactor "Janus" fue abierto para estudiar los efectos de la radiación de neutrones sobre la vida biológica, lo que permitió investigar directrices sobre los niveles seguros de exposición para los trabajadores en las plantas de energía nuclear, laboratorios y hospitales. Los científicos de Argonne fueron pioneros en una técnica para analizar la superficie de la Luna usando la radiación alfa, que fue lanzada a bordo del Surveyor 5 en 1967 y posteriormente analizaron las muestras lunares de la misión Apolo 11.
Además de su programa nuclear, el laboratorio mantiene una fuerte presencia en la investigación básica de la física y la química. En 1955, varios químicos de Argonne co-descubrieron los elementos químicos einstenio y fermio, los elementos 99 y 100 de la tabla periódica. En 1962, otros químicos de laboratorio sintetizaron el primer compuesto del gas noble inerte xenón, abriendo a la investigación un nuevo campo de los enlaces químicos. En 1963, se descubrió en Argonne el electrón hidratado.

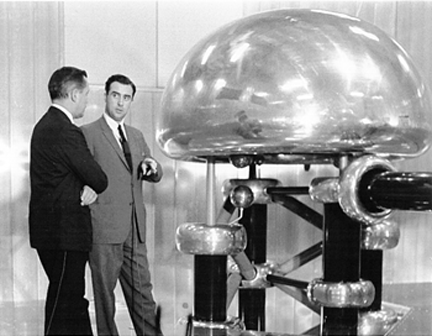
Albert Crewe (derecha), tercer director de Argonne, está al lado del generador de Cockcroft-Walton del Sincrotrón de gradiente cero.

La física de altas energías dio un salto hacia adelante cuando Argonne fue elegido como el lugar para instalar el sincrotrón de gradiente cero de 12,5 GeV, un acelerador de protones que se inauguró en 1963. Una cámara de burbujas permitió a los científicos rastrear los movimientos de las partículas subatómicas cuando son comprimidas al atravesar la cámara;. En 1970, se observó por primera vez el neutrino en una cámara de burbujas de hidrógeno.
Mientras tanto, el laboratorio también colaboraba en el diseño del reactor para el primer submarino de propulsión nuclear, el USS Nautilus (SSN-571), que le permite desplazarse más de 513.550 millas náuticas (951.090 kilómetros). El siguiente modelo de reactor nuclear fue el reactor experimental de agua en ebullición, el precursor de muchas centrales nucleares modernas, y posteriormente el Experimental Breeder Reactor II (EBR-II), que estaba enfriado por sodio, e incluía una planta de reciclado de combustible. El EBR-II fue modificado más adelante para poner a prueba otros diseños de reactores, incluyendo un reactor de neutrones rápidos, y en 1982, el concepto del reactor integral rápido - un diseño revolucionario que reprocesa su propio combustible, reduce los residuos atómicos y resiste las pruebas de seguridad de los mismos errores que provocaron los desastres nucleares de Chernobyl y de Three Mile Island. En 1994, sin embargo, el Congreso de EE. UU. terminó la financiación de la mayor parte de los programas nucleares de Argonne.
Argonne se especializó en otras áreas, aprovechando su experiencia en física, ciencias químicas y metalurgia. En 1987, el laboratorio fue el primero en demostrar con éxito una técnica pionera llamada aceleración de láser-plasma, que acelera las partículas en distancias mucho más cortas que los aceleradores convencionales. También desarrolla un fuerte programa de investigación sobre baterías eléctricas.
Después de un gran impulso por el entonces director Alan Schriesheim, el laboratorio fue elegido como emplazamiento de la Advanced Photon Source (fuente avanzada de fotones), una de las principales instalaciones de rayos X que, tras ser completada en 1995, produjo los rayos X más brillantes del mundo en el momento de su construcción.

## Directores
A lo largo de su historia, 11 eminentes científicos han ocupado el puesto de directores de los laboratorios Argonne:
- 1946-1956: Walter Zinn
- 1957-1961: Norman Hilberry
- 1961-1967: Albert V. Crewe
- 1967-1973: Robert B. Duffield
- 1973-1979: Robert G. Sachs
- 1979-1984: Walter E. Massey
- 1984-1996: Alan Schriesheim
- 1996-1998: Dean E. Eastman
- 2000-2005: Hermann A. Grunder
- 2005-2008: Robert Rosner
- 2009-actualidad: Eric Isaacs

## Iniciativas
Ensayos con Rayos X de alta energía - Argonne es la sede de una de las mayores fuentes de luz en el mundo de las altas energías: la Advanced Photon Source (APS). Cada año, los científicos hacen miles de descubrimientos durante el uso de la APS para caracterizar materiales orgánicos e inorgánicos, e incluso para estudiar ciertos procesos, por ejemplo, cómo los inyectores de combustible de los vehículos vaporizan la gasolina dentro de los motores.

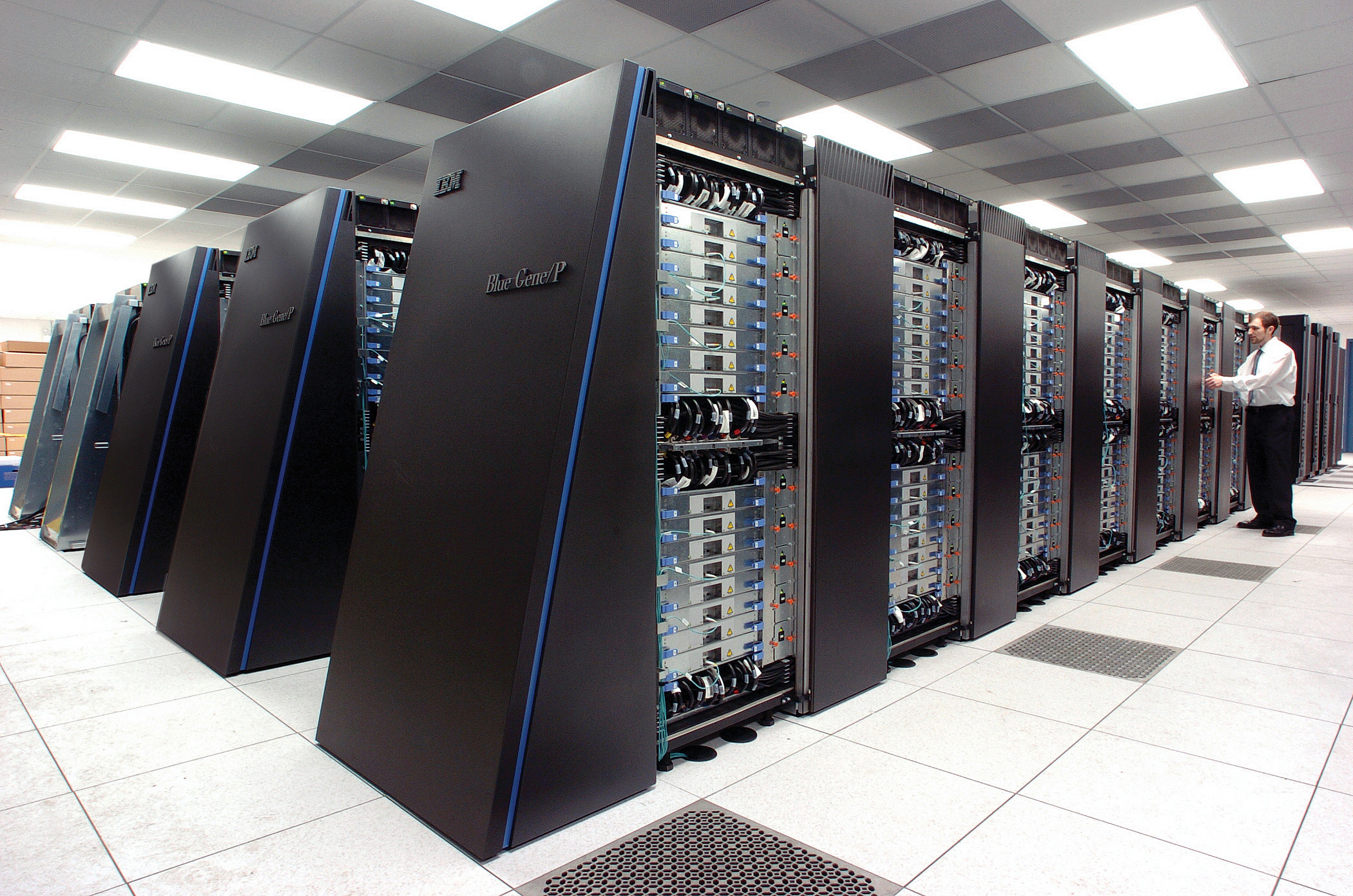
El superordenador Blue Gene/P de IBM en los Lab. Argonne.

Liderazgo en Informática - Argonne posee uno de los ordenadores más rápidos usados para aplicaciones científicas, el superordenador IBM Blue Gene/P, y ha desarrollado el software del sistema para estas enormes máquinas. Argonne trabaja para impulsar la evolución del liderazgo en computación de petaescala a exaescala, desarrollar nuevos códigos y entornos de computación, y ampliar los esfuerzos de cálculo para ayudar a resolver problemas científicos.
Materiales para la energía - Los científicos de Argonne trabajan para predecir, entender y controlar dónde y cómo colocar los átomos y moléculas individuales para lograr las propiedades deseadas de un material. Entre otras innovaciones, los científicos de Argonne han ayudado a desarrollar una suspensión de hielo para enfriar los órganos de las víctimas de un ataque al corazón, han descrito lo que hace que los diamantes sean resbaladizos a escala nanométrica, y descubrieron un material superaislante que resiste el flujo de corriente eléctrica de una forma más completa que cualquier otro material anteriormente conocido.
Almacenamiento de energía eléctrica - Argonne desarrolla baterías para tecnología del transporte eléctrico, almacenamiento en el sistema de suministro eléctrico de fuentes de energía intermitentes como la eólica o la solar, y los procesos de fabricación de estos dispositivos y materiales. El laboratorio ha estado trabajando en la investigación y el desarrollo avanzado de baterías durante más de 40 años. En los últimos 10 años, el laboratorio se ha centrado en las baterías de ion-litio, y en septiembre de 2009, se anunció una iniciativa para explorar y mejorar sus capacidades. Argonne también mantiene una instalación independiente para pruebas de baterías, que realiza ensayos sobre los prototipos de baterías, tanto del gobierno como de la industria privada para ver cómo resisten el tiempo y las circunstancias extremas de calor y frío.
Energías alternativas y Eficiencia energética - Argonne desarrolla combustibles químicos y biológicos adaptados para los actuales motores, así como mejora los sistemas de combustión de los motores del futuro. El laboratorio también recomienda las mejores prácticas para el ahorro de combustible, por ejemplo, un estudio que recomienda la instalación de calentadores auxiliares del combustible de los camiones en lugar de mantener el motor al ralentí. Mientras tanto, el programa de investigación en energía solar se centra en combustibles solares y en dispositivos y sistemas de electricidad solar que son escalables y económicamente competitivos con las fuentes de energía fósiles. Los científicos de Argonne también exploran las mejores prácticas para una red inteligente, tanto por el modelado del flujo de energía entre las empresas y los hogares, como por la investigación de la tecnología de las interfaces.
Energía nuclear - Argonne diseña reactores avanzados y las tecnologías del ciclo del combustible que permiten la generación segura y sostenible de la energía nuclear. Científicos de Argonne desarrollan y validan modelos computacionales y simulaciones de reactor de la futura generación de reactores nucleares. Otro proyecto estudia cómo reprocesar el combustible nuclear gastado, para que los residuos se reduzcan hasta un 90%.
Sistemas biológicos y ambientales - Comprender los efectos locales del cambio climático requiere la integración de las interacciones entre el medio ambiente y las actividades humanas. Científicos de Argonne estudian estas relaciones que van desde la molécula al organismo y al ecosistema. Otros programas incluyen la biorremediación con árboles para extraer los contaminantes de las aguas subterráneas; biochips para detección temprana del cáncer, un proyecto para atacar las células cancerosas utilizando nanopartículas; metagenómica del suelo; y un importante proyecto de investigación sobre el cambio climático, ARM.
Seguridad nacional - Argonne desarrolla tecnologías de seguridad que permitirán prevenir y mitigar los eventos con potencial de alteración o destrucción. Estos desarrollos incluyen sensores que pueden detectar materiales químicos, biológicos, nucleares y explosivos; máquinas portátiles de radiación Terahertz ("T-ray") que detectan materiales peligrosos con más facilidad que los rayos X en los aeropuertos; y el seguimiento y modelado de las rutas posibles de los productos químicos liberados en un metro.

## Instalaciones de uso compartido

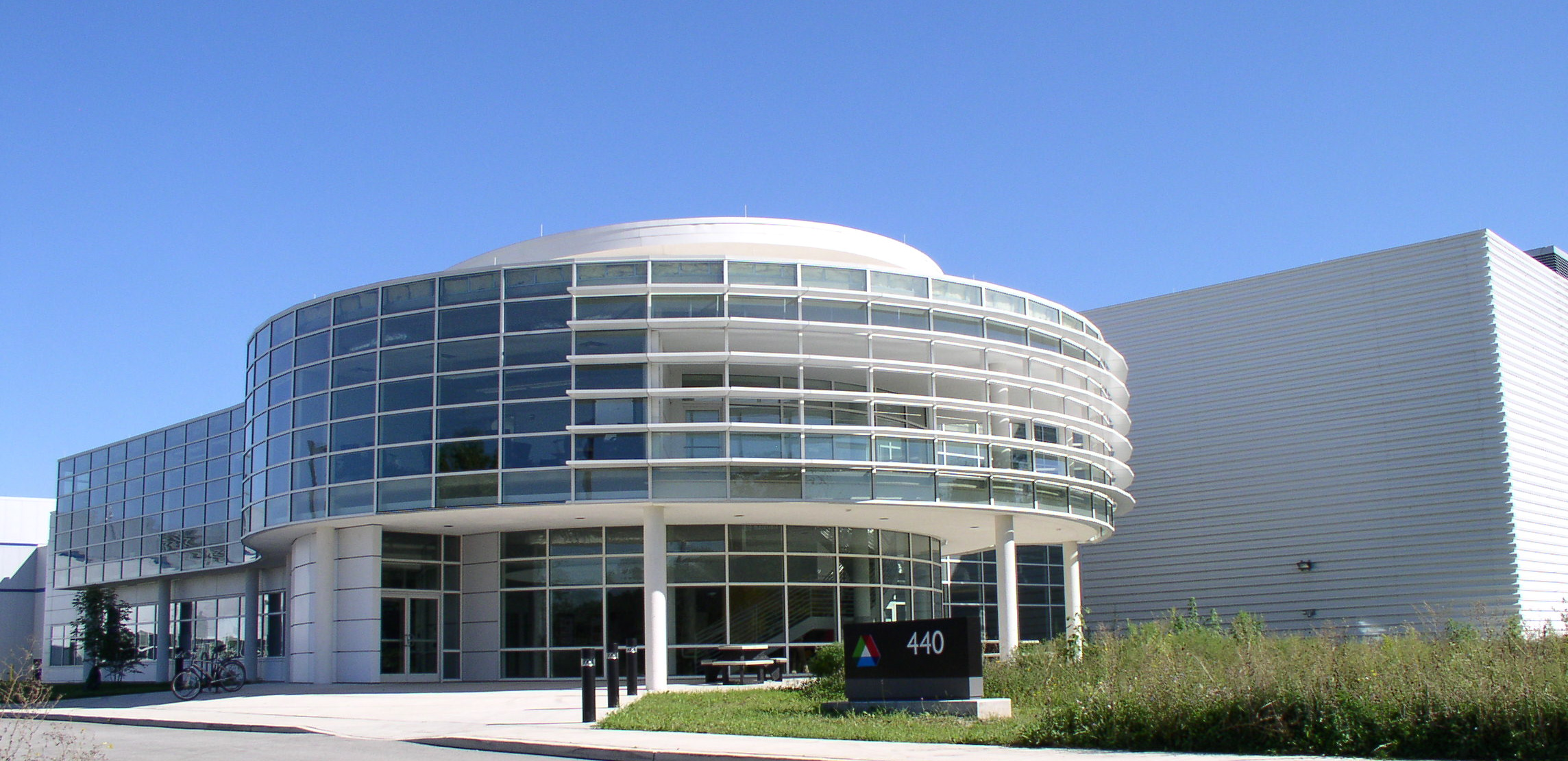
Centro de Materiales a Nanoescala de Laboratorios Argonne.

Argonne construye y mantiene instalaciones científicas que serían demasiado caras de construir y operar para una sola empresa o universidad. Estas instalaciones son utilizadas por los científicos de Argonne, el sector privado, las universidades, otros laboratorios nacionales y organizaciones científicas internacionales.
- Fuente avanzada de fotones (Advanced Photon Source, APS) -. Centro de investigación nacional que cuenta con el sincrotrón de rayos X que produce los haces de rayos X más brillantes en el hemisferio occidental.[42]

- Centro de Materiales a Nanoescala (CNM) - Esta instalación se encuentra en la APS, que proporciona la infraestructura y los instrumentos para estudiar la nanotecnología y los nanomateriales. El CNM es uno de los cinco centros de investigación de Nanotecnología dependientes de la Oficina de Ciencias del Departamento de Energía de EE. UU.[43]

- Sistema acelerador en tándem Linac de Argonne (Argonne Tandem Linac Accelerator System, ATLAS) - ATLAS es el primer acelerador de partículas superconductor para iones pesados a energías en las proximidades de la barrera de Coulomb. Este es el dominio de energías adecuadas para estudiar las propiedades del núcleo, el corazón de la materia y el combustible de las estrellas.[44]

- Centro de Microscopía Electrónica (EMC) - una de las tres instalaciones científicas apoyadas por el DOE para microcaracterización por haces de electrones. El EMC lleva a cabo estudios in situ de transformaciones y procesos de defecto, modificación del haz de iones y efectos de la irradiación, superconductores, materiales ferroeléctricos e interfaces. Su microscopio de electrones de voltaje intermedio, que está acoplado con un acelerador, representa el único sistema de este tipo en los Estados Unidos.[45]

- Centro de supercomputación de Argonne (Argonne Leadership Computing Facility, ALCF) - Proporciona a la comunidad científica recursos de supercomputación, incluyendo tiempo de ordenador, recursos y almacenamiento de datos. Argonne es la sede de Intrepid, un superordenador Blue Gene/P de IBM, recientemente clasificado como el segundo supercomputador más eficiente de su clase por Green500[46] y el octavo superordenador más rápido en todo el mundo.[47]

- Centro de Biología Estructural (SBC) - El SBC es una instalación de usuario que se encuentra fuera de las instalaciones de rayos X de la Advanced Photon Source, y que está especializada en cristalografía macromolecular. Los usuarios tienen acceso a un dispositivo de inserción, un imán de flexión, y un laboratorio de bioquímica. Los haces de luz del SBC a menudo se utilizan para trazar las estructuras cristalinas de proteínas. En el pasado, los usuarios han analizado las toxinas causantes del carbunco, la meningitis, y salmonella y de otras proteínas producidas por bacterias patógenas.[48]

- Centro de computación para Análisis e Investigación del Transporte (Transportation Research & Analysis Computing Center, TRACC) -. Una instalación que utiliza la informática de alto rendimiento para analizar y crear modelos de datos y visuales para una variedad de problemas de transporte, incluidos la resistencia a los impactos, la aerodinámica, combustión, control térmico, el modelado del tiempo y simulación del tráfico, etc.[49]

- Centro de Investigación del Clima para Medición de la Radiación Atmosférica (Atmospheric Radiation Measurement, ARM) - Argonne es uno de los nueve laboratorios nacionales que contribuyen al programa de ARM (medida de la radiación atmosférica), diseñado para la investigación del cambio climático global. Argonne supervisa las operaciones de ARM y gestiona un sitio de recopilación de datos meteorológicos en Oklahoma y una instalación móvil de recolección de datos.[50]

- Sistema de optimización de redes (Network Enabled Optimization System, NEOS) Los servidores suponen el primer entorno de solución de problemas de redes para una amplia clase de aplicaciones en los negocios, la ciencia y la ingeniería. Se incluyen los modernos solucionadores en programación entera, la optimización no lineal, la programación lineal, la programación estocástica, y los problemas de complemetariedad. La mayoría de los solucionadores NEOS aceptan la entrada en el lenguaje de modelado AMPL.

## Actividades educativas y sociales

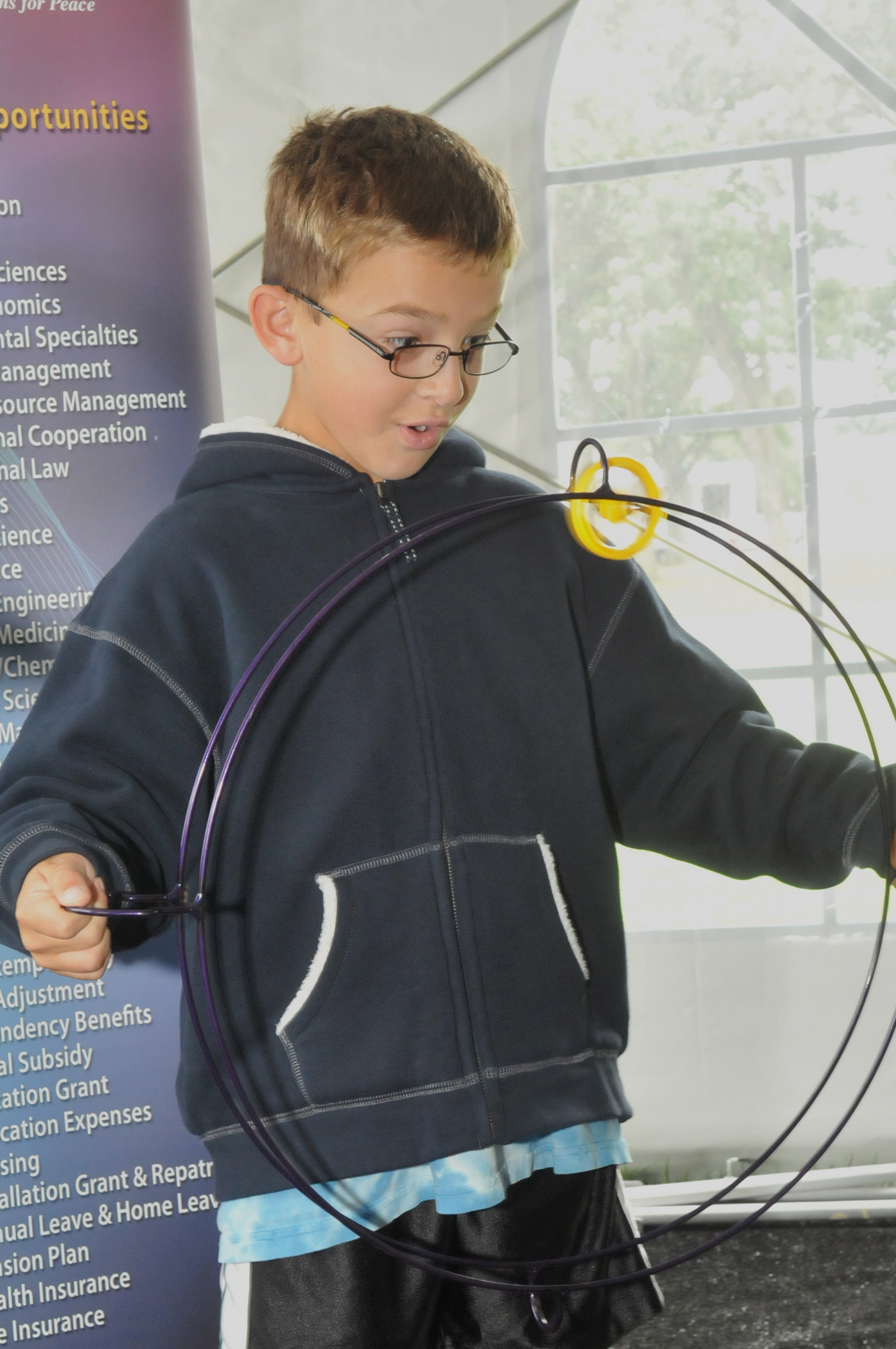
Un estudiante prueba la rueda Gyro Argonne en la Open House.

Argonne recibe a todos los miembros del público mayores de 16 años para excursiones guiadas a las instalaciones científicas y de ingeniería, y a sus alrededores. Los recorridos duran aproximadamente dos horas y media. Para los niños menores de 16 años, Argonne ofrece una amplia gama de actividades prácticas de aprendizaje adecuadas para viajes de estudios escolares y excursiones scouts. El laboratorio también acoge actividades educativas sobre ciencia e ingeniería para las escuelas de los alrededores.
Científicos e ingenieros de Argonne ayudan al avance de la ciencia, la ingeniería y la educación matemática en los Estados Unidos participando en la formación de cerca de 1000 estudiantes universitarios de postgrado e investigadores posdoctorales cada año como parte de sus actividades de investigación y desarrollo.

## Argonne en los medios de comunicación modernos
Una parte significativa de la película de persecución Reacción en cadena (Chain reaction, 1996) fueron filmadas en la sala del anillo del Sincrotrón de gradiente cero y en el antiguo laboratorio del Demostrador de onda continua de deuterio.

## Miembros notables del laboratorio
- Alexei Alexeyevich Abrikosov
- Rodney Cotterill
- Walter E. Massey
- Maria Goeppert Mayer
- Gilbert Jerome Perlow